# 杜天皓
杜天皓（Calvin Tu，1993年10月18日—），台灣男演員。1993年10月18日出生於台灣。2012年，拍攝台灣女子團體Roomie《愛我像從前一樣》MV出道。同年，被柴智屏相中，參演郭敬明導演電影《小時代》系列作，票房大賣，其人氣急升。

## 影視作品

### 音樂錄影帶
| 主唱者 | 歌名           | 收錄唱片               | 發行日期     | 備註 |
| Roomie | 愛我像從前一樣 | Super Lover 超完美情人 | 2012年5月3日 |      |

### 電影
| 首映年份 | 剧名                                 | 角色   |
| 2013年   | 小時代                               | 衛海   |
| 2013年   | 小时代：青木时代                     | 衛海   |
| 2014年   | 小時代：刺金時代                     | 衛海   |
| 2015年   | 梔子花開                             | 康健   |
| 2017年   | 美容針                               | 小健   |
| 2017年   | 夏天19歲的肖像                       | 趙毅   |
| 2017年   | 二次初戀                             | 路大民 |
| 2018年   | 最佳前男友之月老下凡来愛你(網絡電影) | 高陽   |
| 2018年   | 報告老師,我是東北銀                  | 陳英雄 |
| 2019年   | 侣行攻略之确认你是我的人             |        |
| 2020年   | 写给往昔的未来(網絡電影)             | 魏崃   |
| 2020年   | 贝拉的秘密 (網絡電影)                | 王子谦 |
| 2021年   | 独家头条：初露锋芒                   |        |
| 2024年   | 绝命海岛 (網絡電影)                  | 马锐   |
| 待上映   | 燥梦英雄                             |        |

### 電視劇/網路劇
| 年份   | 劇名                 | 角色   | 備註   |
| 2016年 | 《睡在我上铺的兄弟》 | 李大鹏 | 網路劇 |
| 2021年 | 《海洋之城》         | 吳易洋 |        |

## 綜藝節目
- 2015年1月 湖南卫视 《奇妙的朋友》担任野生动物实习饲养员[3]
- 2015年6月 湖南卫视金鹰卡通卫视 《爱上幼儿园》大型幼儿成长真人秀节目中擔任老師 [4]

## 個人爭議
- 2015年參與湖南衛視真人實境節目《奇妙的朋友》，節目中只穿著一條內褲在女嘉賓（即李宇春、倪妮、胡杏兒）面前遊蕩，和李宇春一同照顧卡拉，卻一再退縮，被批毫無紳士風度，首播後隨即引來網友謾罵。個人則以幽默方式回應跟杜海濤組成難道難弟組合[5]

## 外部連結
- 杜天皓Calvin的新浪微博
- 杜天皓™ CALVINTU的Instagram帳戶